# Acorypha concisa
Acorypha concisa är en insektsart som först beskrevs av Walker, F. 1870.  Acorypha concisa ingår i släktet Acorypha och familjen gräshoppor. Inga underarter finns listade i Catalogue of Life.